# David Oyedepo
David Oyedepo (ur. 27 września 1954) – chrześcijański pisarz, kaznodzieja, biskup i założyciel kościoła Living Faith Church World Wide z siedzibą w stanie Ogun, w Nigerii. Jest także pastorem Faith Tabernakulum kościoła cieszącego się największym audytorium na świecie, mieszczącego 50 000 ludzi i zapisanego w Księdze Rekordów Guinnessa. Sieć kościołów Faith Tabernakulum jest obecna w ponad 300 miastach, we wszystkich stanach Nigerii, a także w ponad 63 miastach w 32 krajach afrykańskich, w Dubaju, Wielkiej Brytanii i w Stanach Zjednoczonych.
Oyedepo jest postrzegany jako jeden z pionierów charyzmatycznego ruchu chrześcijańskiego w Afryce i został określony jako jeden z najbardziej wpływowych kaznodziejów w Nigerii. W 2011 roku magazyn Forbes nazwał go najbogatszym pastorem w Nigerii, wart około 150 milionów dolarów.

## Publikacje
Kościół Oyedepo posiada także własne wydawnictwo o nazwie Dominion Publishing House (DPH), założone 5 grudnia 1992 r., które opublikowało wiele chrześcijańskich książek, czasopism i innych zasobów. Niektóre z jego książek:
- Anointing for Breakthrough
- Born to Win
- Breaking the Curses of Life
- Commanding the Supernatural
- Covenant Wealth
- Excellency of Wisdom
- Exploits of Faith
- Exploring the Riches of Redemption
- Exploring the Secret of Success
- Fulfilling Your Days
- In Pursuit of Vision
- Keys to Divine Health
- Operating in The Supernatural
- Overcoming Forces of Wickedness
- Possessing Your Possession
- Ruling Your World
- Satan Get Lost
- Showers of Blessings
- Success Buttons
- Success Systems
- The Blood Triumph
- The Force of Freedom
- The Hidden Covenants of Business
- The Miracle Meal
- The Miracle Seed
- The Winning Wisdom
- Towards mental Exploits
- Understanding Your Covenant Rights
- Understanding Your Vision
- Walking in Wisdom
- Winning Invisible Battles